# Faisselle

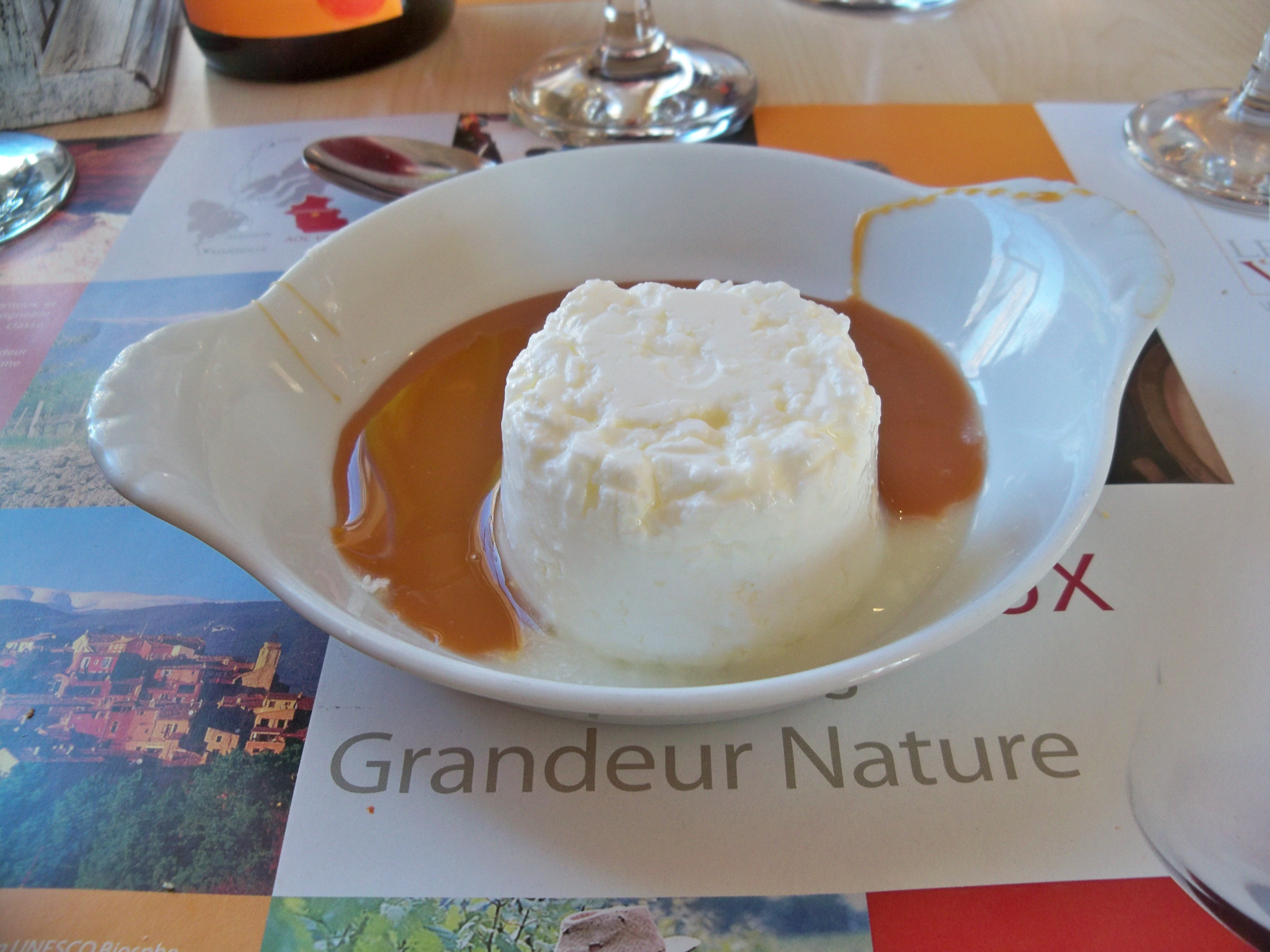
Faiselle med confiture de lait.

Faisselle är en fransk färskost, liknande kvarg. Namnet syftar på det redskap (faisselle, ett mellanting mellan sil och form) som används vid tillverkningen. Typiskt sätt att äta den mjuka osaltade osten är med tillbehör som kan vara söta. Namnet är inte skyddat så vilken tillverkare som helst kan kalla sin produkt för faisselle.